# Ruda (Boêmia Central)
Ruda é uma comuna checa localizada na região da Boêmia Central, distrito de Rakovník.